# Бахористон (район Рудаки)
Бахористон (тадж. Баҳористон) — село в районе Рудаки Республики Таджикистан. Входит в состав джамоата (сельской общины) Чоргултеппа.
Находится на расстоянии 3 км от районного центра (пгт. Сомониён).
Население — 3026 чел. (2017).